# Gubernatorat Państwa Watykańskiego
Gubernatorat Państwa Watykańskiego (wł. Governatorato dello Stato della Città del Vaticano) − urząd (szerzej − aparat administracyjny), który zarządza Państwem Watykańskim w imieniu papieża, będącego Suwerenem Państwa Watykańskiego, a który z punktu widzenia prawa międzynarodowego jest jednostką odrębną od Stolicy Apostolskiej.

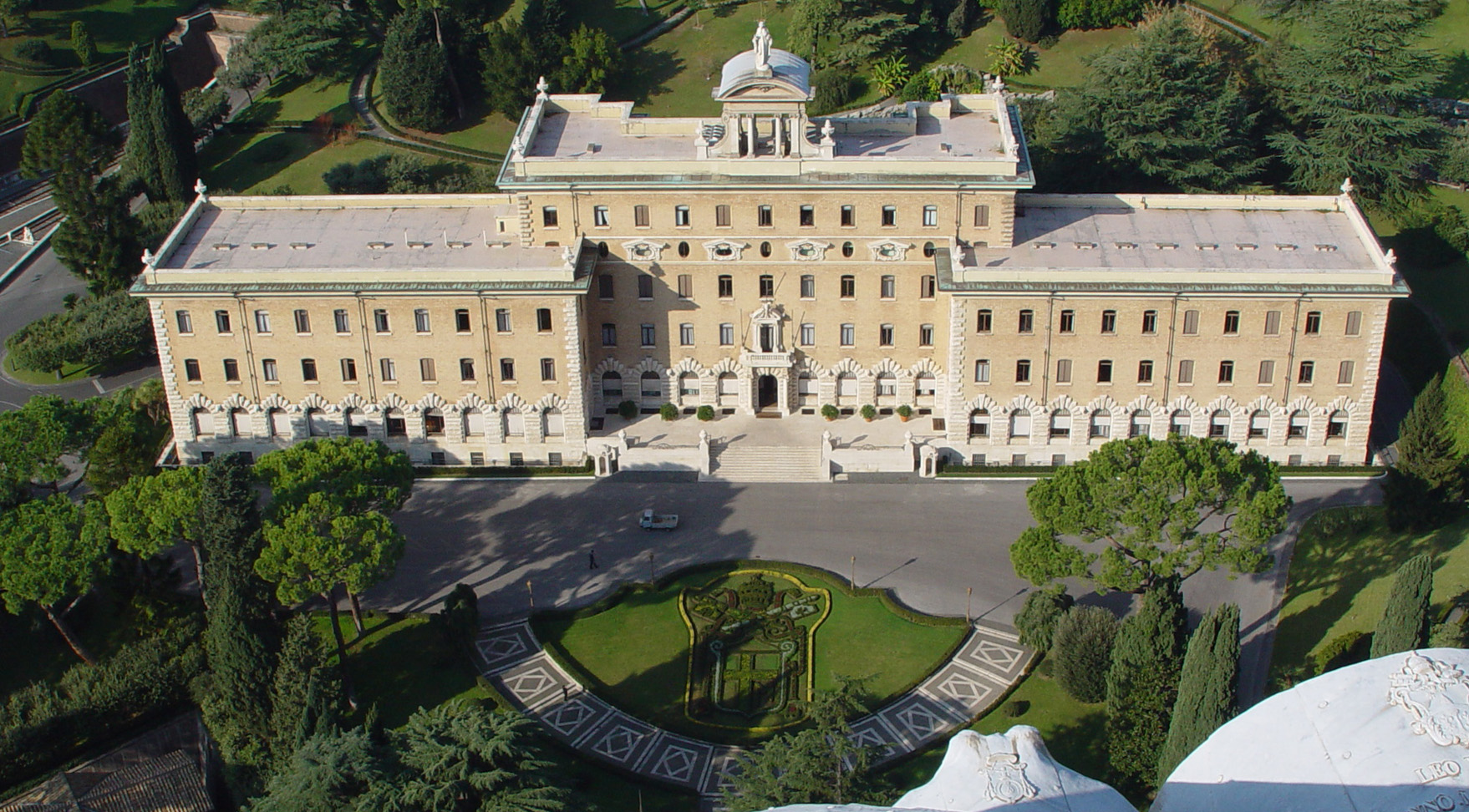
Pałac Gubernatoratu − siedziba „rządu watykańskiego”

## Historia
Gubernatorat powstał 20 marca 1939 i sprawuje władzę administracyjną jak i wykonawczą w stosunku do aktów wydanych przez papieża i stanowiącej również zaplecze techniczne (powiązanej funkcjonalnie z Gubernatoratem) Papieskiej Komisji dla Państwa Watykańskiego. Gubernatorat jest faktycznie rządem Watykanu i mieści się w historycznym Palazzo del Governatorato w Watykanie.

## Struktura
Na czele urzędu stoi Przewodniczący Gubernatoratu Państwa Miasta Watykańskiego (określany także jako Prezydent Gubernatoratu), który z urzędu pełni funkcję Przewodniczącego Papieskiej Komisji Państwa Watykańskiego (ciało legislacyjne).
Struktura Gubernatoratu:
- Biuro prawne
- Biuro personalne
- Archiwum
- Izba rewizyjna
- Biuro numizmatyczne i filatelistyczne
- Biuro Poczty i Telegrafu
- Departament Policji
- Biuro Informacji Turystycznej
- Departament  Muzeów i Gallerii
- Departament Służb Ekonomicznych
- Departament Służb technicznych
- Obserwatorium Watykańskie
- Castel Gandolfo
- Biuro Badań Archeologicznych
- Urząd Prawny
- Urząd Pracy
- Urząd Stanu Cywilnego, Rejestrowy i Notarialny
- Urząd Filatelistyczny i Numizmatyczny
- Urząd Systemów Informatycznych
- Archiwum Państwowe
- Urząd Pielgrzymkowy i Turystyczny.

Podlegają mu takie instytucje jak:
- Departament Bezpieczeństwa i Obrony Cywilnej Gubernatoratu Państwa Watykańskiego − na czele Domenico Giani
  - Korpus Żandarmerii Państwa Miasto Watykan – na czele stoi Generalny Inspektor Domenico Giani
  - Korpus Straży Pożarnej Państwa Watykańskiego − na czele Domenico Giani
- Obserwatorium Watykańskie – ośrodek badań astrofizycznych w Castel Gandolfo – obecnie kieruje nim o. Jose Funes. Powiązana jest z nim:
  - Watykańska Grupa Badawcza – ośrodek badań astrofizycznych w Tucson.
- Muzea Watykańskie − dyrektorem jest prof. Antonio Paolucci
- Apteka Watykańska.

## Prezydenci Gubernatoratu
- 1997−2006: kard. Edmund Szoka
- 2006−2011: kard. Giovanni Lajolo
  - od 2011 emerytowany prezydent
- 2011−2021: kard. Giuseppe Bertello
  - od 2021 emerytowany prezydent
- 2021−2025: kard. Fernando Vérgez Alzaga LC
  - od 2025 emerytowany prezydent
- od 1 III 2025: s. Raffaella Petrini FSE[1][2]

## Sekretarze gubernatoratu
- 2001−2005: abp Gianni Danzi
- 2001−2011: bp Giorgio Corbellini
  - zastępca sekretarza generalnego
- 2005−2009: abp Renato Boccardo
- 2009−2011: abp Carlo Maria Viganò
- 2011−2013: bp Giuseppe Sciacca
- 2013−2021: kard. Fernando Vérgez Alzaga LC
- 2021−2025: s. Raffaella Petrini FSE[3][4]
- od 1 III 2025: prof. Giuseppe Puglisi-Alibrandi[5][6]
  - zastępca sekretarza generalnego (2021–2025)
- od 1 III 2025: abp Emilio Nappa[6]